# Nappe d'eau souterraine
Ne doit pas être confondu avec Aquifère ou Nappe phréatique.
Une nappe d'eau souterraine est une eau contenue dans les interstices ou les fissures d'une roche du sous-sol qu'on nomme aquifère. Seule l'eau libre, c'est-à-dire capable de circuler dans la roche fait partie de la nappe. Ce type de réservoir peut être exploité et peut approvisionner les réseaux de distribution d'eau potable, comme c'est le cas dans la majorité des communes françaises.
Le rapport de la nappe avec l'aquifère est le même qu'entre le contenu et son contenant.

## Type d'aquifère
Les nappes peuvent être contenues dans des aquifères de type poreux (sables, craie, graviers, grès, scories volcaniques, etc.) ou dit fissurés : l'eau est contenue et circule dans les failles, fissures ou diaclases de la roche (calcaires, granites, coulées volcaniques, etc.). En milieu karstique la roche peut présenter des conduits et grottes dans lesquels l'eau peut circuler beaucoup plus vite que dans les autres types d'aquifères.

### Nappe libre
Une nappe libre est en contact direct avec l'atmosphère, via une zone non saturée en eau.

### Nappe fossile
C'est une nappe qui ne se renouvelle plus, depuis un temps plus ou moins long (jusque plusieurs milliers d'années). Ces nappes sont exploitées dans les milieux désertiques. Dans ce type de cas, elles sont vouées à un épuisement inévitable. Voir eau fossile.

### Nappe captive
Une nappe captive est une nappe généralement profonde et située entre deux couches imperméables. Elle est entièrement saturée d'eau sous pression. Elle jaillit lorsque l'on fait un forage et c'est ce qu'on appelle un puits artésien.

## Surveillance des nappes
Dans des fins de contrôle de la qualité de l'eau ou de surveillance des pollutions, il peut être nécessaire de prélever l'eau des nappes. Afin que les échantillons prélevés soient représentatifs, l'eau doit provenir du cœur de l'aquifère. On fait alors appel à des puits nommés piézomètres formé d'une crépine qui descend jusqu'au fond de la nappe.

### Sources web
- « Le service public d'information sur l'eau ».